# Метсимахоло (местный муниципалитет)
Метсимахоло (Metsimaholo) — местный муниципалитет в районе Фезиле-Даби провинции Фри-Стейт (ЮАР). Административный центр — Сасолбург. Название муниципалитета в переводе с языка сесото означает «большая вода».

## Населённые пункты
В скобках указана численность населения по данным переписи 2001 года:
- Берта-Виллэдж (666)
- Колбрук (30)
- Денейсвилл (1.124)
- Холли-Кантри (614)
- Метсимахоло (3.193)
- Оранжвиль (297)
- Рефенгкготсо (13.792)
- Ричмонд-Вэлли (209)
- Сасолбург (24.568)
- Таайбос (1.301)
- Вааль-Пауэр (798)
- Фильюнсдрифт (589)
- Замдела (57.070)

## Состав местного совета
- АНК 16, ДА 11, ЭФФ 8, Компартия 3, ф+, аик, общество, ф4.